# GAU-12 Equalizer
General Dynamics GAU-12/U Equalizer là súng máy Gatling có 5 nòng súng, có khả năng sử dụng các loại đạn cỡ 25 mm, đặc biệt đạn 25mm PGU-47/U APEX có khả năng xuyên giáp và đầu đạn sẽ phát nổ bên trong, các mảnh đạn sẽ gây thiệt hại lớn kết cấu bên trong mục tiêu. Khẩu GAU-12/U được sử dụng bởi Hoa Kỳ, Ý và Tây Ban Nha, nó cũng được gắn trên các máy bay tiêm kích như AV-8B Harrier II, máy bay cánh cố định như Lockheed AC-130, và xe chiến đấu bọc thép. Phiên bản GAU-22/A là biến thể có 4 nòng súng, được lắp trên máy bay tiêm kích F-35 Lightning II